# キリストの割礼 (ルーベンス)

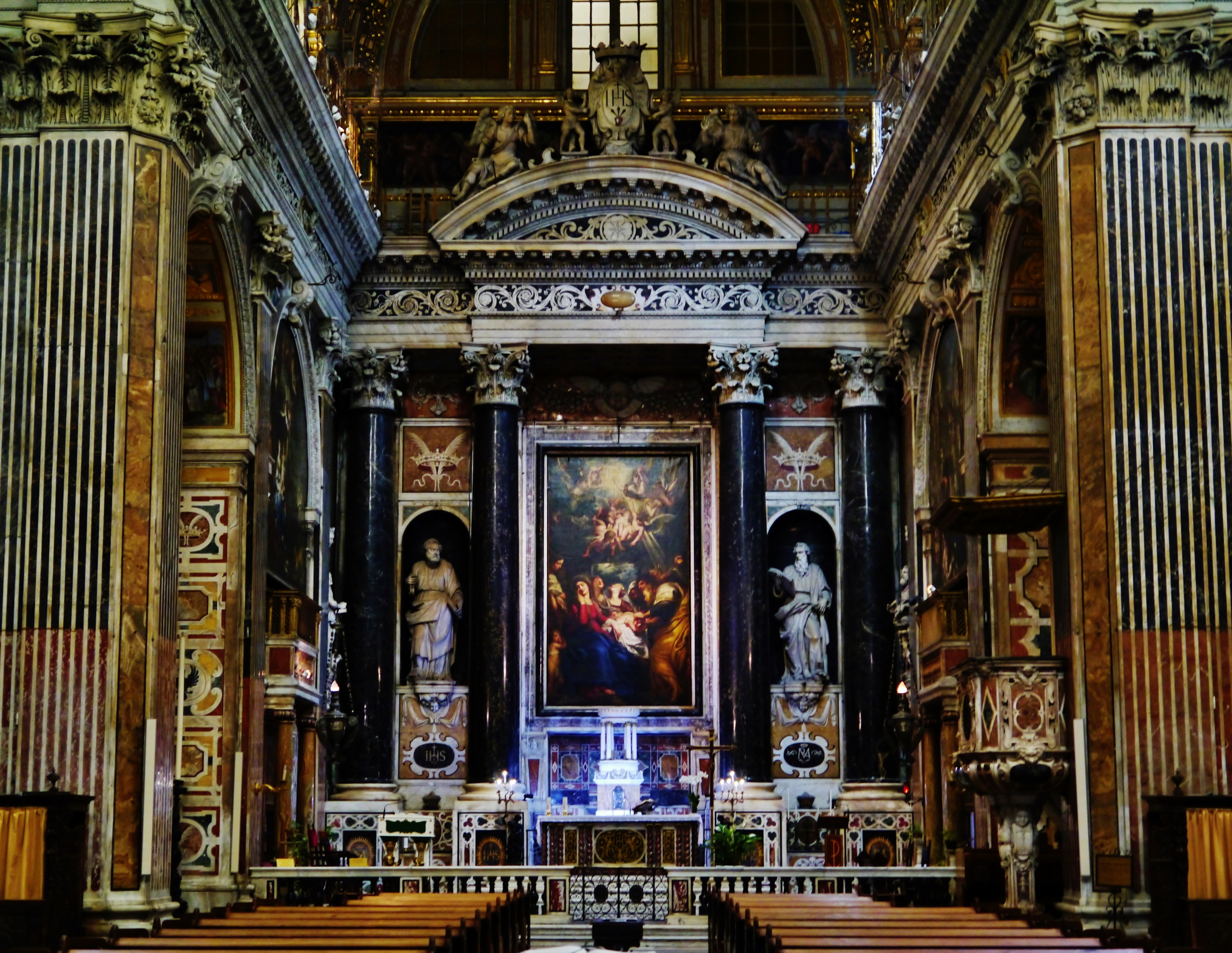
教会の祭壇に設置された『キリストの割礼』。2020年撮影。

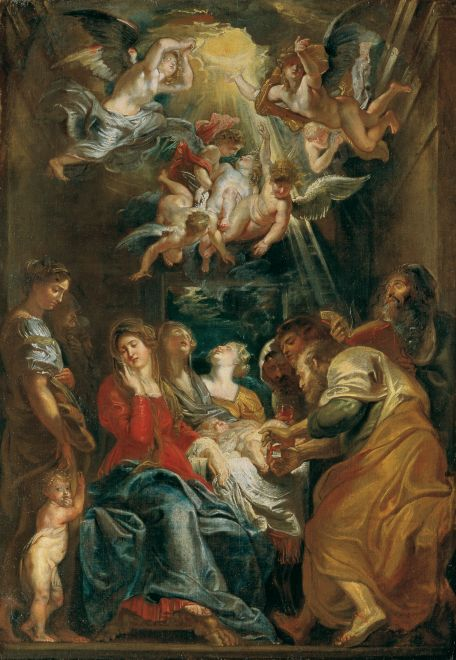
本作品のモデロ。ウィーン美術アカデミー絵画館所蔵。

『キリストの割礼』（キリストのかつれい、蘭: Besnijdenis van Christus、伊: Circoncisione、英: The Circumcision）は、バロック期のフランドルの巨匠ピーテル・パウル・ルーベンスが1605年に制作した絵画である。油彩。主題は幼児のイエス・キリストの割礼を主題としている。初期のイタリア時代を代表する大作の1つで、ジェノヴァの貴族出身のマルチェロ・パラヴィチーニ神父の発注で、ジェズ・エ・デイ・サンティ・アンブロージョ・エ・アンドレア教会の主祭壇画として制作された。現在も同教会に所蔵されている。また本作品のモデロ（発注者に確認を取るために制作された構図習作）がウィーン美術アカデミー絵画館に所蔵されている。

## 主題
割礼の儀式はモーセの律法に記されており、両親あるいは神殿の祭司によって行われた。幼児のイエス・キリストにも割礼が行われたことは『新約聖書』「ルカによる福音書」2章に、イエス・キリストが生まれてから8日目に、割礼を施すときが来たので幼児をイエスと名づけたと記されている。「ルカによる福音書」の記述は簡潔であるため儀式が行われた詳しい経緯や状況は不明であるが、西洋絵画では伝統的に神殿の内部で行われた出来事として描かれている。

## 制作経緯
ルーベンスが発注を受けたジェノヴァのサンティ・アンブロージョ・エ・アンドレア教会は、16世紀になって新しく創設されたイエズス会の教会である。ルーベンスとイエズス会とのつながりは前年の1604年にさかのぼり、ルーベンスは1604年から1605年にかけて、マントヴァ公ヴィンチェンツォ1世・ゴンザーガの発注により、マントヴァのイエズス会教会にある一族の礼拝堂に3点の大作『聖三位一体を崇拝するゴンザガ家』、『キリストの洗礼』、『変容』を制作した。
本作品の発注はおそらくこのときの縁が契機となっている。マントヴァ公に仕えていた銀行家ニッコロ・パラヴィチーニはジェノヴァの貴族、パラヴィチーニ家の出身であり、パラヴィチーニ家はサンティ・アンブロージョ・エ・アンドレア教会の主祭壇の前に代々の墓所を有していた。本作品を発注したマルチェロ・パラヴィチーニ神父はニッコロの兄である。彼らは古い教会堂が取り壊された後に建設されたサンティ・アンブロージョ・エ・アンドレア教会に、新しい教会堂と隣接する修道院の建物を寄進しており、特にマルチェロは修道院と教会堂の建設および装飾に大きく関わっていた。
選択された主題は反宗教改革以降、イエズス会が取り上げたものであった。イエズス会はイエス（イエズス）の名前を冠するため、幼児キリストの命名に関わった割礼のエピソードを重視した。この発注によってルーベンスとイエズス会の関係は決定的となった。のちにルーベンスはアントウェルペンのイエズス会修道院の教会堂の装飾のために、大規模な連作の制作を請け負っている。

## 作品
ルーベンスは幼児キリストに割礼が施される様子を描いている。幼児キリストは聖母マリアに付き添われて、画面下部の執刀台に仰向けで寝かされている。割礼の執刀自体はすでに終わり、右側に配置された執刀者は両手の親指で男性器の亀頭を露出させている。そして執刀者の隣には赤ワインの注がれたグラスを差し出している男がおり、執刀者はこのワインを口に含んで、傷口から流れる血を吸い取ろうとしている。聖母は我が子が受けた痛みを見ることができずに顔を背けている。画面上部では天使たちが現れ、神の光が天上から地上の神殿の中へと降り注ぎ、割礼を受ける幼児キリストをはじめとする人物全体を照らしている。またキリスト自身の発する光は画面下部の中央を際立たせている。画面上部の輝きの中心には、本来ならばイエズス会関係の造形表現に必ずと言っていいほど記された「人類の救い主イエス」の略号《IHS》が記されるところであるが、ルーベンスは本作品がユダヤ教の儀式の表現であることを考慮して、ヘブライ文字で《ヨシュア》と描き込んでいる。
ルーベンスは割礼の直接的な描写をする一方で、ユダヤ教の慣習に反して割礼の場面に女性像を描き、それによって割礼が過酷な性格を持つ儀式であることを表現している。これはまた赤ワインとともに、キリストの受難を予告している可能性がある。こうしたルーベンスの大胆な表現はバロックという時代の要請に応えるものであった。
また画面の中には『新約聖書』の他の登場人物も描かれている。執刀者の背後にはイエスが救い主となることを予言した抱神者シメオンがおり、執刀台を挟んだ画面左側には女預言者アンナがいる。画面左端で手をつないで立っている母子は聖エリザベトとその息子である洗礼者ヨハネとされる。
若いルーベンスは本作品にイタリアで学んだ様々な成果を盛り込んでいる。たとえば赤褐色の下塗りを用いる絵画技術や、緑がかった暗い青色の背景に限られた範囲を強い光で照らす手法は、ヴェネツィア派のマニエリスムの巨匠ティントレットの影響であり、天使たちに囲まれた印象的な天上の光の表現はコレッジョの影響である。顔を背ける聖母像は古代彫刻の影響が指摘されている。

## 来歴
祭壇画は1605年の冬にローマで完成するとジェノヴァのサンティ・アンブロージョ・エ・アンドレア教会に送られ、翌1606年1月1日に除幕式が行われた。以来、祭壇画は同教会に所蔵されている。モデロはオーストリアの外交官であり美術収集家であったアントン・フランツ・デ・パウラ・ランベルク＝シュプリンツェンシュタイン伯爵の膨大なコレクションに由来している。伯爵が1822年に死去すると、本作品を含む740点におよぶ絵画コレクションは美術アカデミーに遺贈された。

## ギャラリー
マントヴァ公の発注でイエズス会教会のために制作された作品

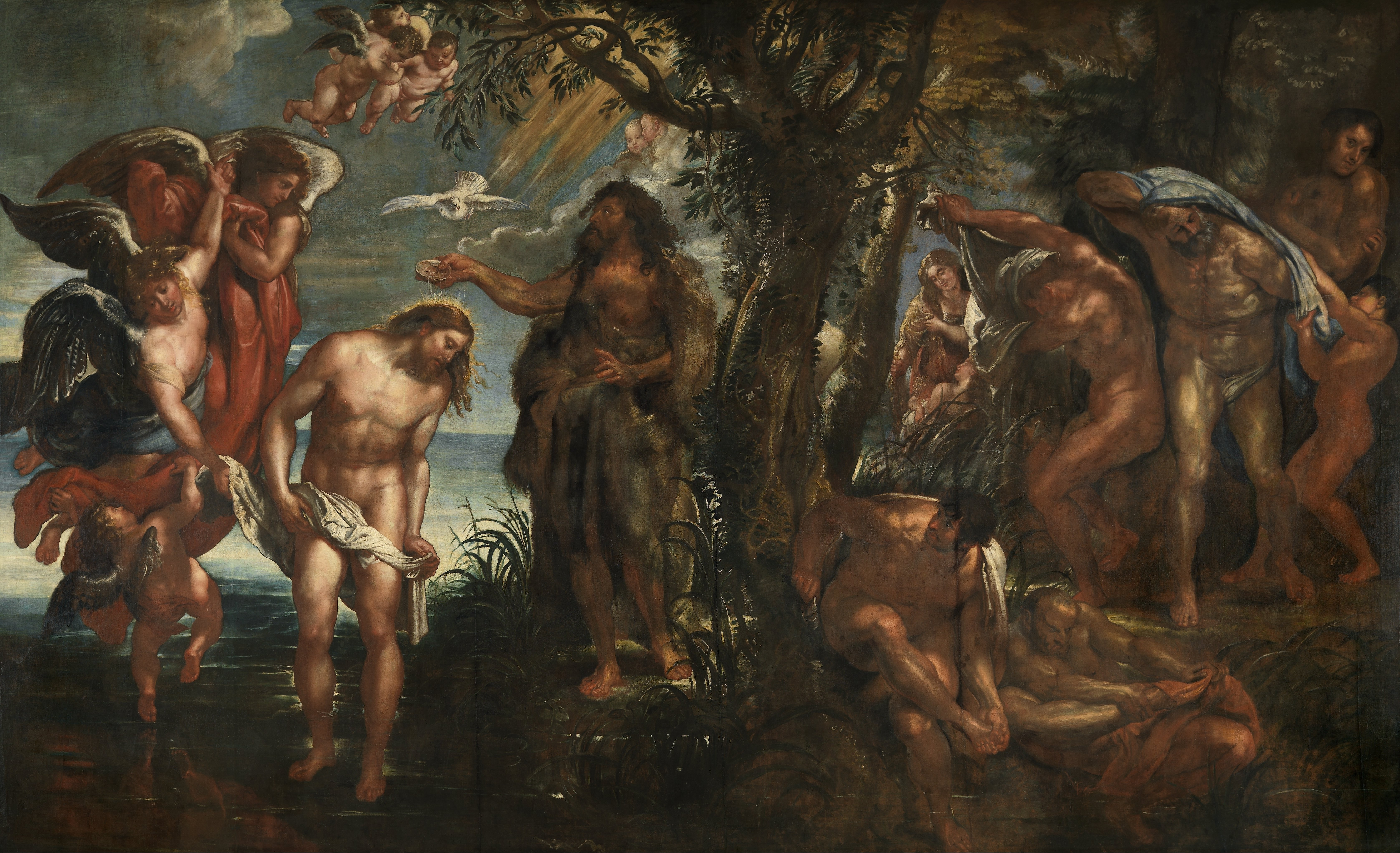
『キリストの洗礼』1605年 アントウェルペン王立美術館所蔵
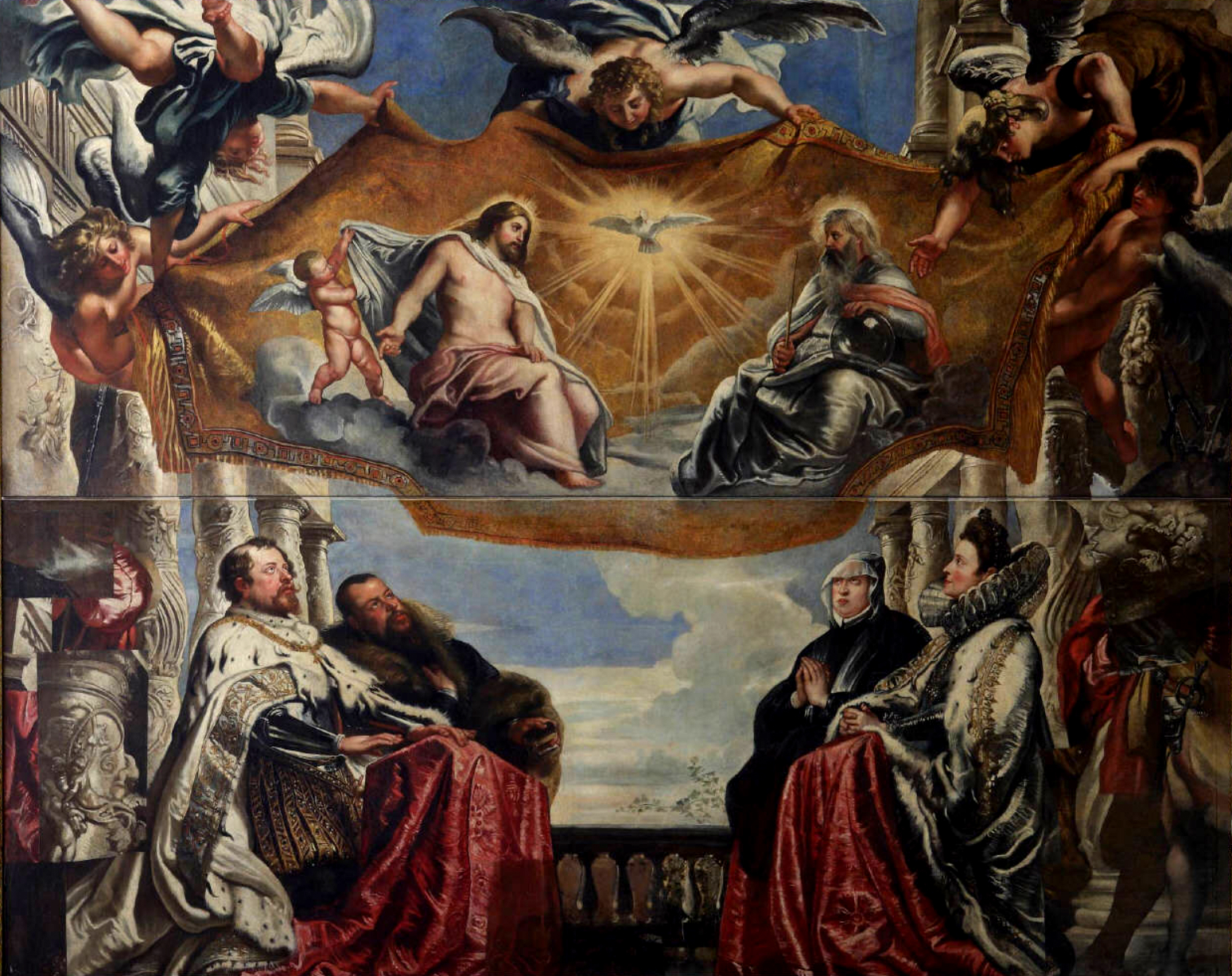
『聖三位一体を崇拝するゴンザーガ家の人々』1604年と1605年の間 ドゥカーレ宮殿（英語版）所蔵
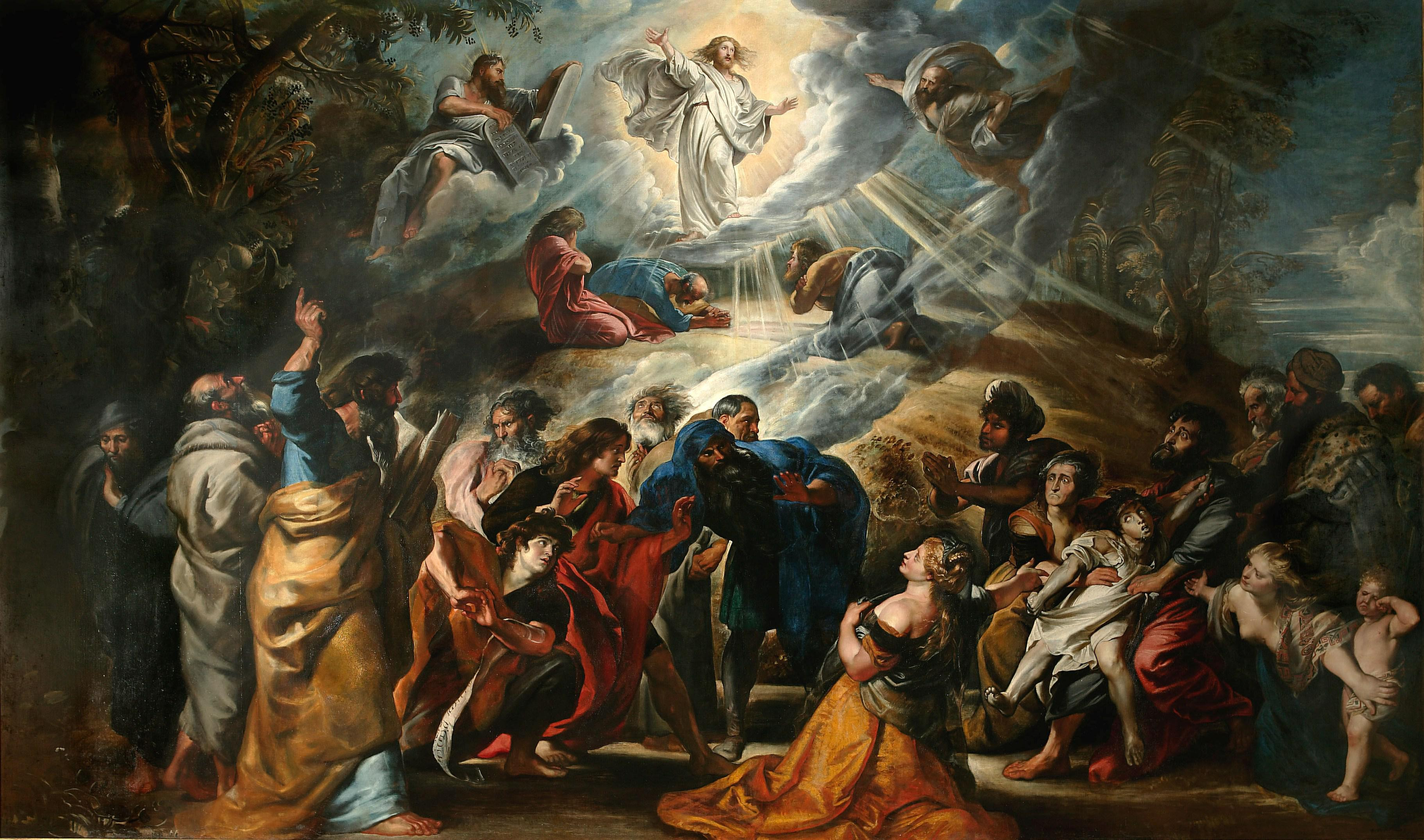
『変容』1605年 ナンシー美術館所蔵